# Việt Luận
Việt Luận là một tờ báo tiếng Việt tại Sydney, New South Wales, Úc. Tờ báo được sách Asia & Pacific Review đánh giá là một trong bốn ấn phẩm (publication) phổ biến nhất xuất bản bằng tiếng Việt, cùng với các báo Nhân Dân, Quân đội Nhân dân và Người Việt.
Theo The Ethnic Press in Australia của Ibrahim Wade Ata và Colin Ryan, từ năm 1983, mỗi hai tuần tờ Việt Luận cho ra một số báo, trước năm 1983 tờ báo cho ra mỗi tuần một số, tuy nhiên theo cuốn A Directory of resources for Indo-Chinese refugees in Sydney (1984), Australian Languages: An Introductory Atlas (1989) và Benn's Media (2004) thì Việt Luận phát hành báo hàng tuần và theo Phạm Khiêm thuộc BBC tiếng Việt và cuốn The Australian People: An Encyclopedia of the Nation, Its People and Their Origins (2001) thì tờ báo này cho phát hành hai tuần một số.
Theo Huỳnh Khánh Hòa, Việt Luận có nhiều bài báo về sinh hoạt chính trị của cộng đồng người Việt hải ngoại, phân tích thời luận chính trị Việt Nam và tờ báo được ông cho là "nặng về chính luận".

## Nhận xét liên quan
| “ | Riêng nói về đảng phái tại Úc thì có tờ báo Việt Ngữ thích đảng này, có tờ thích đảng khác. Nhưng chúng tôi rất là fair ở chỗ là, ví dụ như tờ Việt Luận. […] Việt Luận có cái hay như thế này chúng tôi có hai cây viết mà mỗi ông chọn một đảng. Thành ra khi Đảng Tự do (đảng đương quyền tại Úc) có cái vấn đề gì xấu xa thì họ mang ra mổ xẻ tận tình. | ” |
| — | |   |

| “ | Tôi lại thấy là người Việt mình có một đặc điểm không hiểu đáng yêu hay đáng ghét ở chỗ thường thường ít khi gởi thơ lên khen ngợi tờ báo, nhưng tờ báo có chuyện gì thì gởi thư và điện thoại kèm rèm thì rất sẵn sàng. Không như báo Úc khi có bài nào hay người ta viết cái thơ lên người ta khen. Còn tôi ví dụ hàng ngày 10 cú điện thoại gọi lên thì hết chín cú than phiền tờ báo rồi. | ” |
| — | |   |

### Sách tham khảo
1. St. George District Migrant Resource Centre (1984), A Directory of resources for Indo-Chinese refugees in Sydney (bằng tiếng Anh), The Centre, Viet Luan (Vietnamese Times) Published weekly on Fridays. P.O. Box 592...
2. Jupp, James; McRobbie, Andrea; Australian National University (1989), Australian Languages: An Introductory Atlas (bằng tiếng Anh), Centre for Immigration and Multicultural Studies, Research School of Social Sciences, Australian National University, There is a large anh rapidly expanding Vietnamese press, including the Sydney daily Chieu Duong, the bi-weekly Chuong Saigon anh the weekly Viet Luan.
3. Ata, Ibrahim Wade; Ryan, Colintitle (1989), The Ethnic Press in Australia (bằng tiếng Anh), Academia Press and Footprint Publications, tr. 189, ISBN 9780958966825
4. The University of Michigan (1991), Mon-Khmer Studies, Volumes 20-22 (bằng tiếng Anh), University Press of Hawaii
5. Ratliff, Martha; Schiller, Eric (1992), Papers from the first annual Meeting of the Southeast Asian Linguistics Society, 1991 (bằng tiếng Anh), Arizona State University, Program for Southeast Asian Studies, ISBN 9781881044031
6. Jackson, Karl D. (1999), Asian contagion: the causes and consequences of a financial crisis (bằng tiếng Anh), Westview Press, ISBN 9780813390338
7. European Institute for Communication and Culture, Cankarjeva založba (1999), Javnost, Volume 6 (bằng tiếng Anh), EURICOM, The leading papers with a continuing explicit political refugee editorial line are Viet Luan (The Vietnamese Herald) in Sydney and Nhan Quyen (The Human Rights Daily) in Melbourne.
8. Cunningham, Stuart; Sinclair, John (2001), Floating Lives: The Media and Asian Diasporas (bằng tiếng Anh), Rowman & Littlefield, ISBN 9780742511361, The leading paper with a continuing explicit political refugee editorial line is Viet Luan (The Vietnamese Herald) in Sydney and Nhan Quyen (The Human Right Daily) in Melbourne. Viet Luan is a main "quality" weekly which has been running continuously since 1983.
9. Jupp, James (2001), The Australian People: An Encyclopedia of the Nation, Its People and Their Origins (bằng tiếng Anh), Cambridge University Press, tr. 723, ISBN 9780521807890, Today there are 15 Vietnamese-language newspaper, including the following with national circulation: Chieu Duong (daily, Sydney); Vietnam Thoi Nay (weekly and soon to become daily, Sydney); Viet Luan (bi-weekly, Sydney); Dan Viet (weekly, Sydney) Nhan Quyen (weekly, Melbourne); Dai Viet; Tivi Tuan San (weekly, Melbourne); Tivi Victoria (weekly, Melbourne); Y Hoc Pho Thong (monthly-medical, Melbourne); Tuan Bao Nam Uc (weekly, Adelaide); Nguoi Viet (fortnightly, Brisbane); and Pho Thong (weekly, Perth).
10. CMP Information; Ernest Benn Ltd. (London) (2004), Benn's Media, Volume 4, Benn
11. The University of California (2006), Asia & Pacific Review (bằng tiếng Anh), World of Information, The most popular publications published in Vietnamese include Nhon Dan (People) - the official publication of the CPV - Ouan Doi Nhan Don (People's Army), Nguoi Viet Daily News (daily outside Vietnam) and Viet Luan Newspaper.
12. Nathalie Huynh Chau Nguyen (2016), South Vietnamese Soldiers: Memories of the Vietnam War and After (bằng tiếng Anh), ABC-CLIO, ISBN 9781440832420